# Tetramorium ferox
Tetramorium ferox är en myrart som beskrevs av Mikhail Dmitrievich Ruzsky 1903. Tetramorium ferox ingår i släktet Tetramorium och familjen myror.

## Underarter
Arten delas in i följande underarter:
- T. f. ferox
- T. f. laevior
- T. f. sarkissiani